# اشلی اریون
اشلی اریون (انگلیسی: Ashli Orion؛ زادهٔ ۱۹ ژوئن ۱۹۸۷) یک بازیگر پورنوگرافی اهل ایالات متحده آمریکا است. 